# Hyphinoe obesum
Hyphinoe obesum är en insektsart som beskrevs av Buckton. Hyphinoe obesum ingår i släktet Hyphinoe och familjen hornstritar. Inga underarter finns listade i Catalogue of Life.